# Самойлович, Сергей Александрович
Сергей Александрович Самойлович (род. 6 декабря 1984) — российский самбист и дзюдоист, призёр чемпионатов России по самбо и дзюдо, призёр чемпионатов Европы по самбо, участник чемпионата мира по дзюдо 2011 года, чемпион мира среди полицейских 2012 года, мастер спорта России международного класса.

## Спортивные результаты

### Дзюдо
- Чемпионат России по дзюдо 2005 года — ;
- Чемпионат России по дзюдо 2007 года — ;

### Самбо
- Чемпионат России по самбо 2007 года — ;
- Чемпионат России по самбо 2008 года — ;
- Чемпионат России по самбо 2009 года — ;
- Чемпионат России по самбо 2015 года — .